# 2018-as labdarúgó-világbajnokság-selejtező (UEFA – pótselejtezők)
A 2018-as labdarúgó-világbajnokság-selejtező, európai pótselejtezőjébe az első forduló nyolc legjobb csoportmásodikja került. A kilencedik csapat kiesett.

## Csoportmásodikok sorrendjének meghatározása
A csoportokban a hatodik helyezett csapat elleni eredményeket nem kellett figyelembe venni a rangsorolásnál. A csoportmásodikok sorrendjét a következők szerint kellett meghatározni:
1. több szerzett pont
2. jobb gólkülönbség
3. több szerzett gól
4. több idegenben szerzett gól
5. jobb UEFA-együttható
6. jobb fair play pontszám
7. sorsolás

| Hely. | Cs | Csapat         | M | Gy | D | V | G+ | G– | Gk  | P  | Továbbjutás             |
| ----- | -- | -------------- | - | -- | - | - | -- | -- | --- | -- | ----------------------- |
| 1.    | B  | Svájc          | 8 | 7  | 0 | 1 | 18 | 6  | +12 | 21 | Pótselejtezőt játszott. |
| 2.    | G  | Olaszország    | 8 | 5  | 2 | 1 | 12 | 8  | +4  | 17 | Pótselejtezőt játszott. |
| 3.    | E  | Dánia          | 8 | 4  | 2 | 2 | 13 | 6  | +7  | 14 | Pótselejtezőt játszott. |
| 4.    | I  | Horvátország   | 8 | 4  | 2 | 2 | 8  | 4  | +4  | 14 | Pótselejtezőt játszott. |
| 5.    | A  | Svédország     | 8 | 4  | 1 | 3 | 18 | 9  | +9  | 13 | Pótselejtezőt játszott. |
| 6.    | C  | Észak-Írország | 8 | 4  | 1 | 3 | 10 | 6  | +4  | 13 | Pótselejtezőt játszott. |
| 7.    | H  | Görögország    | 8 | 3  | 4 | 1 | 9  | 5  | +4  | 13 | Pótselejtezőt játszott. |
| 8.    | D  | Írország       | 8 | 3  | 4 | 1 | 7  | 5  | +2  | 13 | Pótselejtezőt játszott. |
| 9.    | F  | Szlovákia      | 8 | 4  | 0 | 4 | 11 | 6  | +5  | 12 |                         |

## Kiemelés és sorsolás
A pótselejtezők párosítását 2017. október 17-én, 14 órakor (UTC+2) sorsolták a FIFA székházában, Zürichben. A kiemeléshez a 2017 októberi FIFA-világranglistát vették alapul. A rangsorban az első négy csapat volt a kiemelt (1. kalap), a másik négy a nem kiemelt (2. kalap). A sorsolás során a kiemelt csapatokat egy nem kiemelttel párosították. A sorsolás sorrendje döntött a pályaválasztói jogról, azaz amelyiket előbb sorsolták, az a csapat játszott először hazai pályán.
| 1. kalap                                                             | 2. kalap                                                                       |
| -------------------------------------------------------------------- | ------------------------------------------------------------------------------ |
| - Svájc (11.) - Olaszország (15.) - Horvátország (18.) - Dánia (19.) | - Észak-Írország (23.) - Svédország (25.) - Írország (26.) - Görögország (47.) |

## Párosítások
Négy párosítást sorsoltak, a csapatok oda-visszavágós rendszerben mérkőztek meg. A párosítások győztesei kijutottak a 2018-as labdarúgó-világbajnokságra. A mérkőzéseket 2017. november 9–11., valamint november 12–14. között játszották le.
| 1. csapat      | Össz.Tooltip Aggregate score | 2. csapat   | 1. mérk. | 2. mérk. |
| -------------- | ---------------------------- | ----------- | -------- | -------- |
| Észak-Írország | 0–1                          | Svájc       | 0–1      | 0–0      |
| Horvátország   | 4–1                          | Görögország | 4–1      | 0–0      |
| Dánia          | 5–1                          | Írország    | 0–0      | 5–1      |
| Svédország     | 1–0                          | Olaszország | 1–0      | 0–0      |

Az időpontok közép-európai idő szerint értendők.
| 2017. november 9. 20:45 (19:45 UTC±0) |

| Észak-Írország | 0–1               | Svájc                    |
| -------------- | ----------------- | ------------------------ |
|                | (0–0) Jegyzőkönyv | Rodríguez 58' (11-esből) |

| Windsor Park, Belfast Játékvezető: Ovidiu Hațegan (román) |

| 2017. november 12. 18:00 (18:00 UTC+1) |

| Svájc | 0–0         | Észak-Írország |
| ----- | ----------- | -------------- |
|       | Jegyzőkönyv |                |

| St. Jakob-Park, Bázel Játékvezető: Felix Brych (német) |

| 2017. november 9. 20:45 (20:45 UTC+1) |

| Horvátország                                                  | 4–1               | Görögország          |
| ------------------------------------------------------------- | ----------------- | -------------------- |
| Modrić 13' (11-esből) N. Kalinić 19' Perišić 33' Kramarić 49' | (3–1) Jegyzőkönyv | Papastathopoulos 30' |

| Maksimir Stadion, Zágráb Játékvezető: Gianluca Rocchi (olasz) |

| 2017. november 12. 20:45 (21:45 UTC+2) |

| Görögország | 0–0         | Horvátország |
| ----------- | ----------- | ------------ |
|             | Jegyzőkönyv |              |

| Karaiszkákisz Stadion, Pireusz Játékvezető: Björn Kuipers (holland) |

| 2017. november 11. 20:45 (20:45 UTC+1) |

| Dánia | 0–0         | Írország |
| ----- | ----------- | -------- |
|       | Jegyzőkönyv |          |

| Parken Stadion, Koppenhága Játékvezető: Milorad Mažić (szerb) |

| 2017. november 14. 20:45 (19:45 UTC±0) |

| Írország | 1–5               | Dánia                                                          |
| -------- | ----------------- | -------------------------------------------------------------- |
| Duffy 6' | (1–2) Jegyzőkönyv | A. Christensen 29' Eriksen 32' 63' 74' Bendtner 90' (11-esből) |

| Aviva Stadion, Dublin Játékvezető: Szymon Marciniak (lengyel) |

| 2017. november 10. 20:45 (20:45 UTC+1) |

| Svédország    | 1–0               | Olaszország |
| ------------- | ----------------- | ----------- |
| Johansson 61' | (0–0) Jegyzőkönyv |             |

| Friends Arena, Solna Játékvezető: Cüneyt Çakır (török) |

| 2017. november 13. 20:45 (20:45 UTC+1) |

| Olaszország | 0–0         | Svédország |
| ----------- | ----------- | ---------- |
|             | Jegyzőkönyv |            |

| Giuseppe Meazza Stadion, Milánó Játékvezető: Antonio Mateu Lahoz (spanyol) |